# Spinola Football Club
Lo Spinola Football Club fu una società calcistica con sede a Genova, attiva nel primo decennio del Novecento.

## La squadra
Di questa antica squadra esistono solo poche frammentarie notizie intorno alla fine del primo decennio del XX secolo. Sull'elenco delle società federate nel 1908, appare come il terzo club del capoluogo ligure, dopo Genoa ed Andrea Doria.
Effettuata la regolare affiliazione, la prima avventura in campionati federali si registrò nel Campionato Italiano di Seconda Categoria 1909, nel quale fu subito eliminata, subendo due pesanti sconfitte nel turno regionale. L'esperienza fu ripetuta nella Seconda Categoria 1909-1910, subendo ancora una volta l'eliminazione al primo turno. Il 26 dicembre 1909 sfidò il detentore Genoa per la Palla Dapples perdendo per 10 a 0. Fu l'ultima sfida che si disputò per la Palla Dapples.
La società non diede poi più notizia di sé.